# 166570 Adolfträger
166570 Adolfträger è un asteroide della fascia principale. Scoperto nel 2002, presenta un'orbita caratterizzata da un semiasse maggiore pari a 3,2291192 UA e da un'eccentricità di 0,0903532, inclinata di 6,55909° rispetto all'eclittica.